# Jimmy Quinn (Fußballspieler, 1947)
James Quinn; genannt „Jimmy Quinn“ (* 23. November 1947 in Croy; † 25. April 2002 in Kilsyth) war ein schottischer Fußballspieler. Mit Celtic Glasgow gewann er Ende der 1960er und in den 1970er Jahren sechsmal die Schottische Meisterschaft, viermal den schottischen Pokal und Ligapokal. Sein Großvater Jimmy Quinn der im frühen 20. Jahrhundert bei Celtic spielte gilt als Stürmerlegende.

## Karriere

### Verein
Jimmy Quinn wurde im Jahr 1947 in Croy, North Lanarkshire geboren. Er begann seine Karriere bei Holy Cross Croy Boys Guild und Maryhill Harp. Im November 1963 kam er zu Celtic Glasgow. Sein Debüt in der Profimannschaft gab er im Alter von 20 Jahren am 2. Januar 1968 gegen die Glasgow Rangers im Old Firm. Im weiteren Saisonverlauf spielte er in einer weiteren Partie gegen den FC Kilmarnock bei der sein erstes Tor als Außenverteidiger erzielte. Quinn konnte sich in den folgenden Jahren keinen Stammplatz erkämpfen und kam nur sporadisch zu Einsätzen. In den Spielzeiten 1971/72 und 1972/73 kam er jeweils neunmal zum Einsatz. In der Saison 1968/69 wurde Quinn an den Ligakonkurrenten FC Clyde verliehen. Im Dezember 1974 wechselte er nach England zum Zweitligisten Sheffield Wednesday.

## Erfolge
mit Celtic Glasgow:
- Schottischer Meister (6): 1968, 1969, 1970, 1972, 1973, 1974
- Schottischer Pokalsieger (4): 1969, 1971, 1972, 1974
- Schottischer Ligapokalsieger (4): 1968, 1969, 1970, 1975